# Богойо
Бого́йо (англ. Boghoyo) — традиційна громада у складі дистрикту Нхата-Бей Північного регіону Малаві.
Населення — 1742 особи (2018).